# Zeravani
Die Zeravani oder Zerevani (kurdisch زێرەڤانی Zêrevanî) sind militarisierte Polizeikräfte der autonomen Region Kurdistan und Teil der Peschmerga-Verbände. Erste internationale Bekanntheit erlangten sie 2014 durch ihr Angebot an die kurdischen Kämpfer in Ain al-Arab in Syrien sie im Kampf um Kobanê zu unterstützen.